# Chapelle Capponi
La chapelle Capponi, auparavant chapelle Barbadori, est une chapelle située dans l'église Santa Felicita à Florence, immédiatement à droite en entrant par l'entrée principale.  
La chapelle, en plus d'être une œuvre importante dans la carrière artistique de Filippo Brunelleschi, est célèbre pour la préservation de l'Annonciation et surtout de la Déposition, un grand tableau considéré comme l'un des chefs-d'œuvre de Pontormo et du maniérisme en général.

## Histoire

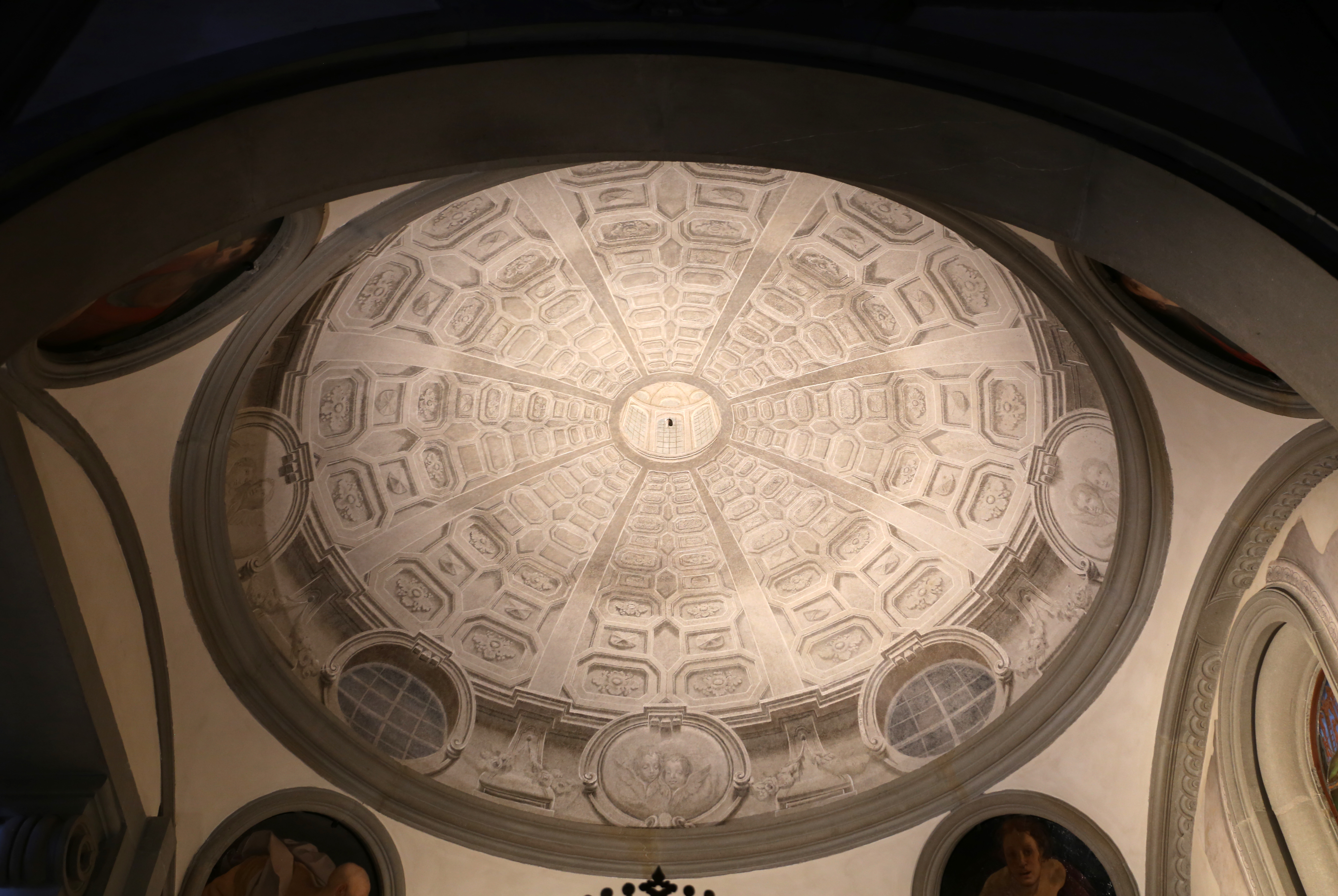
Le dôme décoré par Domenico Stagi, redécouvert seulement en 2018

Bartolommeo Barbadori a commandé la chapelle familiale à Filippo Brunelleschi vers 1420. Avec la destruction de la chapelle Ridolfi à San Jacopo sopr'Arno, cette chapelle est la plus ancienne œuvre du genre construite par Brunelleschi qui nous soit parvenue, malgré les lourdes modifications ultérieures, et l'une des premières étapes de la réflexion du grand architecte au sujet des bâtiments avec un plan central. La chapelle, dédiée à la Vierge, a probablement été construite pour honorer une fresque de l'Annonciation, peinte sur la contre-façade tout comme l'image miraculeuse de l'Annonciation à la Santissima Annunziata, comme on peut également la trouver à San Marco et Santa Maria Novella. Au même moment, Pontormo a ensuite peint le même sujet.

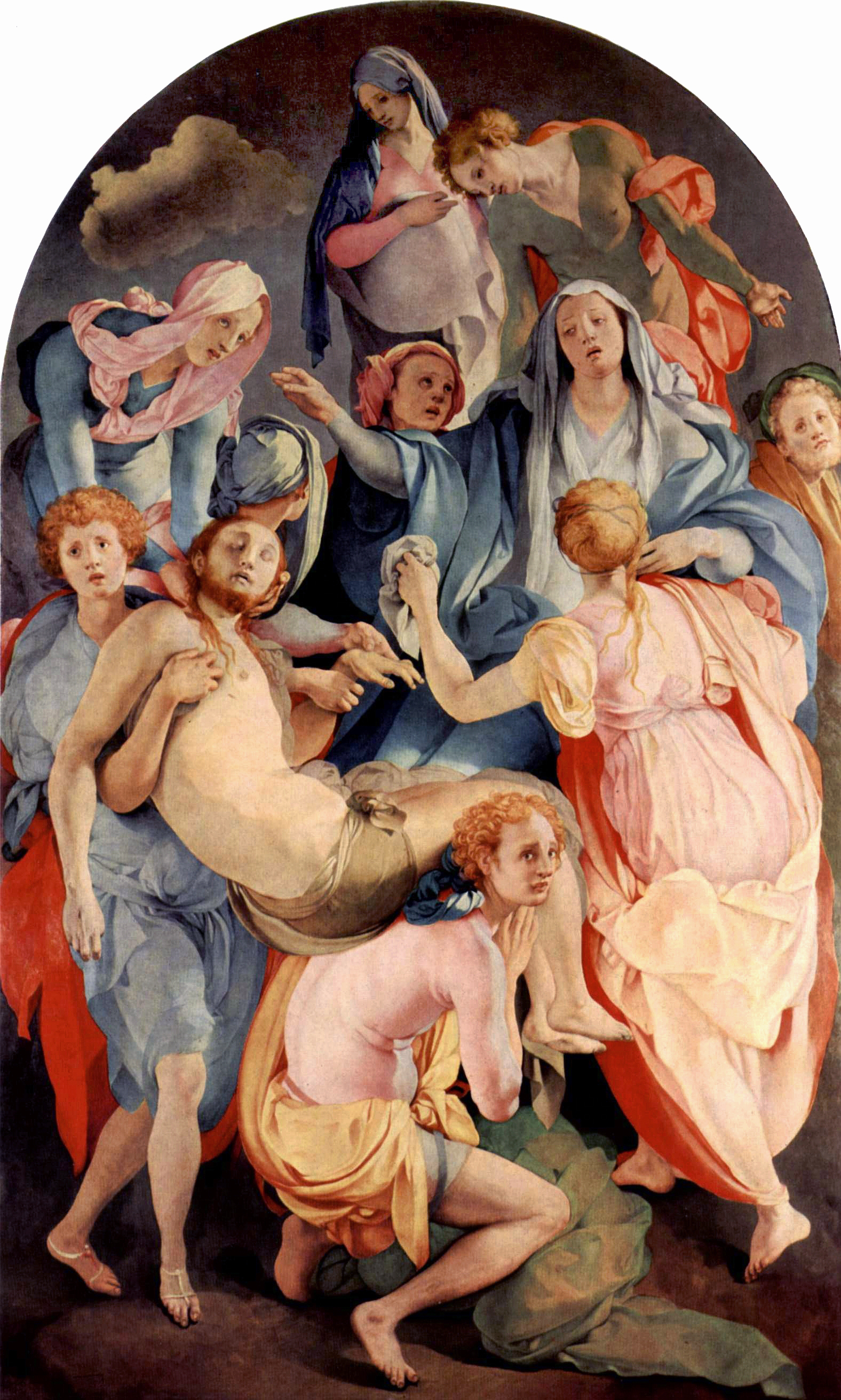
La Déposition de Pontormo.

La chapelle fut vendue en 1487 à Antonio Paganelli et à partir du 22 mai 1525 Bernardo Paganelli la vendit à la famille Capponi, en particulier à Lodovico di Gino, qui vivait dans la proche Via de 'Bardi. Il, récemment revenu de Rome et maintenant quarante ans, était impatient de préparer un lieu pour son enterrement et celui de sa famille, comme le montre un document daté du 1er juillet 1525 dans lequel il a ordonné une série de dispositions financières pour le soin des âmes, comme de mobilier sacré ( frontal, candélabre, etc.) et le libellé de cinq messes hebdomadaires. Capponi a également changé la dédicace, de l'Annonciation à la Pietà (un thème plus adapté à la destination funéraire), puis l'a fait restaurer et redécorer par Jacopo Pontormo (sur les conseils de Niccolò Vespucci ), aidé par le jeune Agnolo Bronzino. Le vitrail de Guillaume de Marcillat  date également de 1526.
On ne sait pas si le choix de Pontormo par Capponi reposait uniquement sur des mérites artistiques ou s'il partageait avec le peintre des sympathies pour les idées de réforme de l'Église, qui à l'époque étaient souvent considérées comme une cause juste par certains ecclésiastiques. De tels soupçons ont longtemps influencé une évaluation négative de l'artiste, à commencer par Giorgio Vasari, qui n'a pas manqué de critiquer la préférence pour les maîtres allemands et le départ de la « belle manière » florentine. En 1528, l'artiste, qui avait catégoriquement demandé une protection ("una turata") pour ne pas révéler prématurément ses nouveautés figuratives très particulières, acheva son travail. La chapelle alors, "à l'émerveillement de toute Florence", fut finalement "découverte et vue" .
En 1722, Ferrante Capponi fait à nouveau restaurer la chapelle, plaçant un nouvel autel enrichi de marbre polychrome et le fermant par un portail en fer forgé qui existe toujours, qui porte les armes de la famille. Peut-être que le déménagement du tondo avec la Vierge à l'Enfant de Pontormo, déjà sur l'autel, dans la chapelle de son propre palais privé remonte à cette période.
Après 1735, lors de la reconstruction de l'église par Ferdinando Ruggieri, l'aspect extérieur de la chapelle a été réaménagé. En 1765-1767, la voûte fut détruite et reconstruite pour permettre la création du chœur surplombant le prince dans la nef de l'église, le long de l'allée du corridor Vasari, perdant à la fois le dôme original de Brunelleschi et la fresque pontormesque de Dieu le Père, probablement délibérément détruite pour la représentation non canonique du sujet, contrairement aux préceptes ultérieurs de la Contre-Réforme.
Lors de la restauration achevée en 2018, la décoration architecturale du dôme intérieur a été redécouverte, l'œuvre de Domenico Stagi se référant aux environs de 1770.

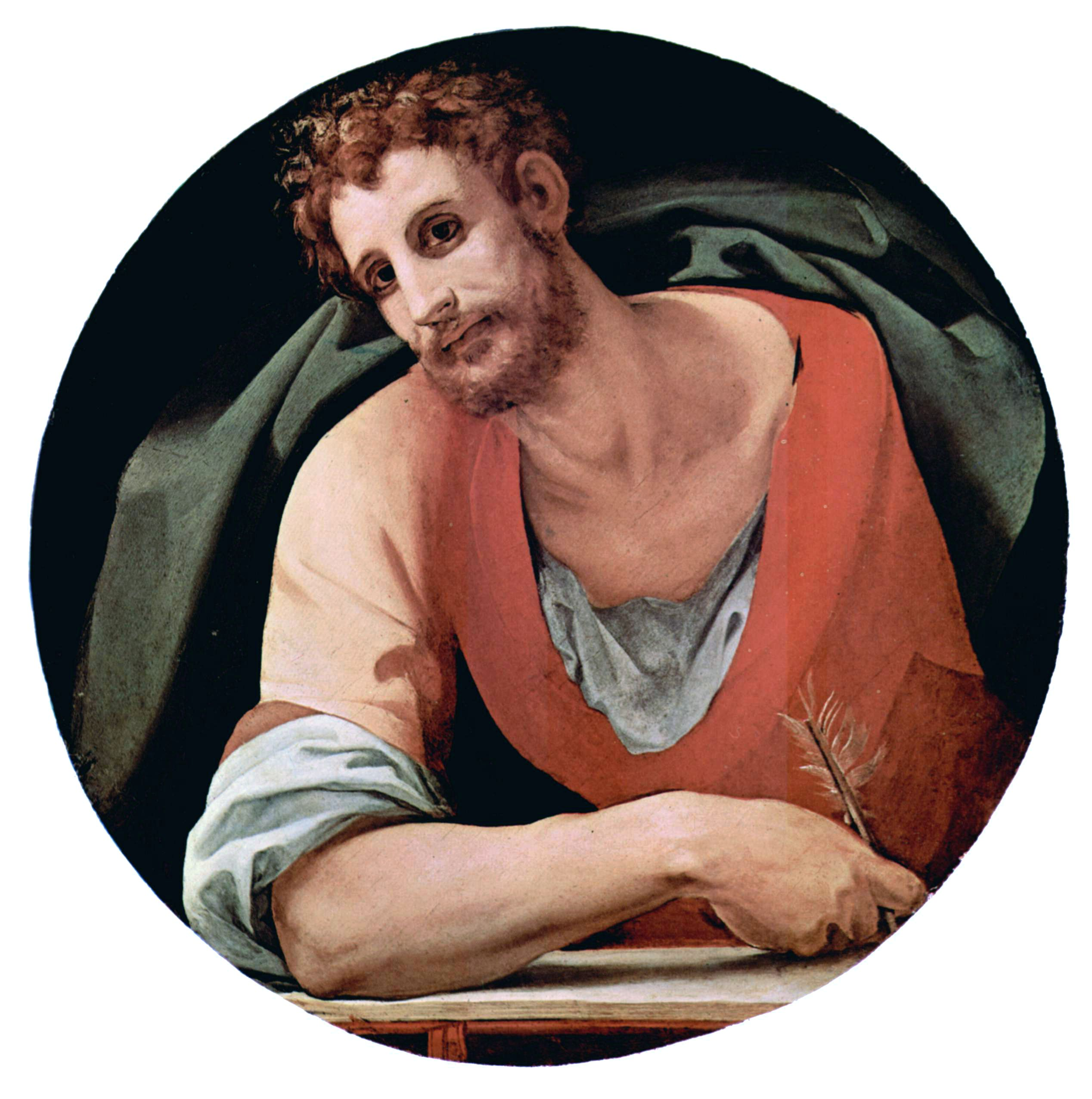
Pontormo et Bronzino, L'Évangéliste Marc.

### Vitrail et autres œuvres

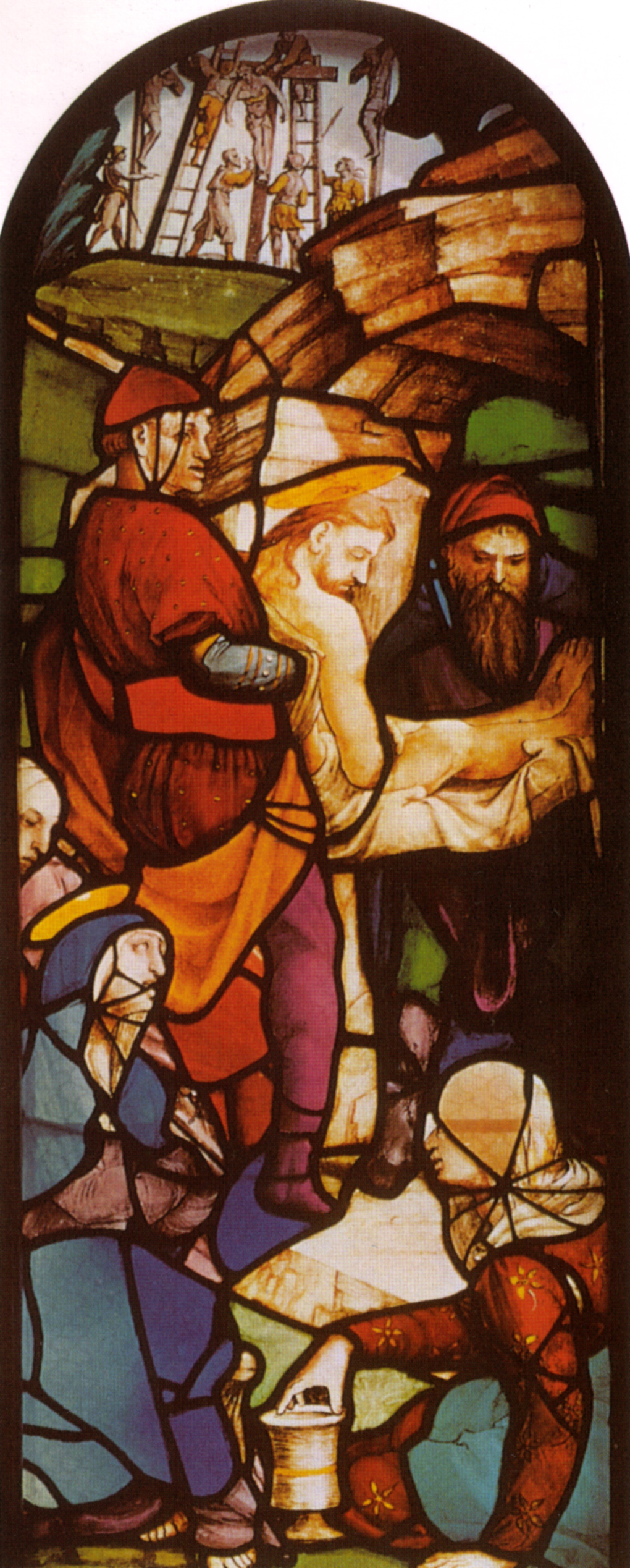
Le vitrail.

## Bibliographie

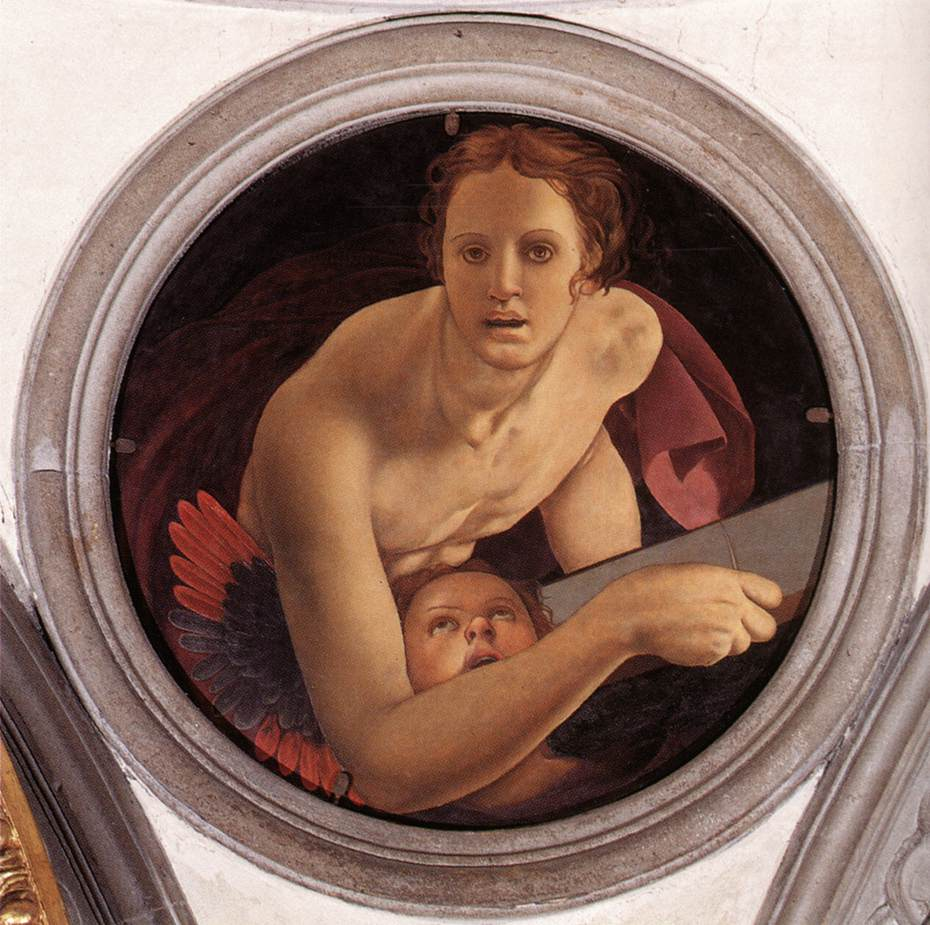
Bronzino, L'Évangéliste Matthieu.